# Aérospatiale
A Aérospatiale, Société Nationale Industrielle, comumente referida como Aérospatiale (pronúncia em francês: [aeʁɔspasjal]) foi uma indústria aeroespacial francesa que construiu aeronaves civis e militares, além de foguetes e satélites. Foi originalmente conhecida como Société Nationale Industrielle Aérospatiale (SNIAS). Sua sede era no 16º arrondissement de Paris.
A Aérospatiale foi uma das maiores industrias aeroespaciais da sua época, tendo se envolvido nos projetos do Concorde, ATR, Airbus e Transall, além do programa Ariane. Sua divisão de helicópteros construiu maquinas de grande sucesso, como o Alouette III, o Puma e o Écureuil. A Aérospatiale projetou e produziu boa parte dos mísseis balísticos operados pela França, além de armas como o míssil antinavio Exocet, os mísseis anticarro MILAN e HOT (dentro do consórcio Euromissile) e o míssil ar-superfície nuclear ASMP.
Durante os anos 90, a Aérospatiale sofreu significativas reestruturações e fusões. Sua divisão de helicópteros foi combinada com a alemã DaimlerBenz Aerospace AG para criar a Eurocopter Group. Em 1999, maioria das atividades da Aérospatiale (exceto as atividades de satélites), foram fundidas com a divisão de defesa do conglomerado francês Matra, formando assim a Aérospatiale-Matra. No mesmo tempo, a divisão de construção de satélites foi fundida a Alcatel e se tornou Alcatel Space, hoje Thales Alenia Space. Em 2001, a Aérospatiale-Matra se fundiu com a espanhola Construcciones Aeronáuticas S.A. (CASA), e a alemã DaimlerChrysler Aerospace AG (DASA), formando assim a European Aeronautic Defence and Space Company (EADS), Hoje, boa parte das antigas posses da Aérospatiale fazem parte da consórcio multinacional Airbus Group.

## História

### Formação
Durante o ano de 1970, as estatais Sud Aviation, Nord Aviation e Société d'études et de réalisation d'engins balistiques (SÉREB) foram fundidas. O resultado foi a Société Nationale Industrielle Aérospatiale (SNIAS), a - na época - maior companhia aeroespacial da França. O governo francês era o sócio majoritário da companhia, com 97% de suas ações. Suas operações se iniciaram em 1971 e seu diretor era industrial francês Henri Ziegler.

### Principais Projetos
Muitos dos primeiros programas de desenvolvimento da Aérospatiale eram programas anteriores de seus predecessores, principalmente da Sud Aviation. O projeto de maior prestígio que foi herdado era o Concorde, uma tentativa conjunta entre o Reino Unido e a França para um avião comercial supersônico. O trabalho inicial foi feito entre a Sud Aviation e a Bristol Aeroplane Company (BAC), do Reino Unido. Os motores do Concorde foram também um esforço conjunto entre a francesa SNECMA e a britânica Bristol Siddeley. O programa foi altamente politizado e sofreu com inúmeros atrasos e superação de custos iniciais. Ao fim, devido a más decisões políticas e as crises do petróleo dos anos 70, somente duas companhias (British Airways e Air France) adquiriram o Concorde.
Logo após o programa Concorde, o direção da Aérospatiale estava mais atenta para não cometer os mesmos erros de antigamente. O próximo grande projeto da Aérospatiale seria um consórcio internacional entre ela, a britânica British Aerospace (BAe) e a alemã Messerschmitt-Bölkow-Blohm (MBB), chamado Airbus Industries. Dentro desse consórcio, havia o planejamento de construir um avião comercial bimotor widebody, que seria designado como A300. No começo, houve dificuldades para vender a nova aeronave, porém, a Aérospatiale continuou construíndo a aeronaves (mesmo sem ordens de companhias aéreas), uma vez que não conseguiria dispensar funcionários para diminuir a produção, devido a lei trabalhista francesa. As vendas do A300 logo após começaram a deslanchar, se tornando um grande sucesso da aviação comercial, disputando mercado diretamente com aeronaves mais complexas e caras, como o Lockheed L-1011 Tristar e o Douglas DC-10, tendo vantagens sobre esses, devido os menores custos de operação. Com o sucesso do A300, o consórcio teve continuidade, produzindo vários outros modelos de aeronaves e se tornando uma das maiores fabricantes de aeronaves comerciais do mundo.

### Programas Espaciais
A Aérospatiale tomou um papel de liderança também no setor espacial europeu. Durante os anos 60, a Sud Aviation se envolveu em um programa multinacional europeu do veículo de lançamento espacial Europa, sendo esse um foguete de três estágios, com os mesmos sendo construídos separadamente na Alemanha, França e Reino Unido. Porém, todos os lançamentos de provas conduzidos resultaram em falhas; sendo atribuido a completa falha do programa na falta de uma autoridade central responsável pelas operações. Isso foi resultado de um programa altamente politizado.
Quando a Aérospatiale decidiu assumir um papel no setor espacial, decidiu por não cometer os mesmos erros do programa Europa. A companhia propôs a construção de um novo veículo de lançamento espacial pesado, chamado Ariane. Nesse programa, houve o convite à outros países europeus, porém, os franceses tomaram a responsabilidade primária, e também as principais decisões. O programa Ariane foi um sucesso, dando a capacidade aos franceses de lançamento de satélites e a vantagem de executar mais lançamentos na época, uma vez que os americanos estavam concentrados no programa do Space Shuttle.

### Privatização e Fusões
Em 1992, a companhia alemã DaimlerBenz Aerospace AG (DASA) e a Aérospatiale uniram suas divisões responsáveis pelos helicópteros, formando a Eurocopter Group; a propriedade da nova entidade é dividida entre as duas companhias.
Durante o fim dos anos 90, o governo do primeiro ministro francês Lionel Jospin iniciou uma politica de privitização da Aérospatiale. Em 1999, a Aérospatiale, com exceção dos satélites, foi fundida com a Matra Haute Technologie, formando a Aérospatiale-Matra. Em 2001, a divisão de mísseis da Aérospatiale-Matra se uniu com a Matra BAe Dynamics e a divisão de mísseis da Alenia Marconi Systems para formar a MBDA.
Finalmente, em 10 de julho de 2000, foi formada a EADS (The European Aeronautic Defence and Space Company), a partir da união da Aérospatiale-Matra, Construcciones Aeronáuticas SA (CASA), da Espanha e DaimlerChrysler Aerospace AG (DASA), da Alemanha. Em janeiro de 2014 houve uma reestruturação do Grupo Airbus e a EADS foi extinta.

## Produtos

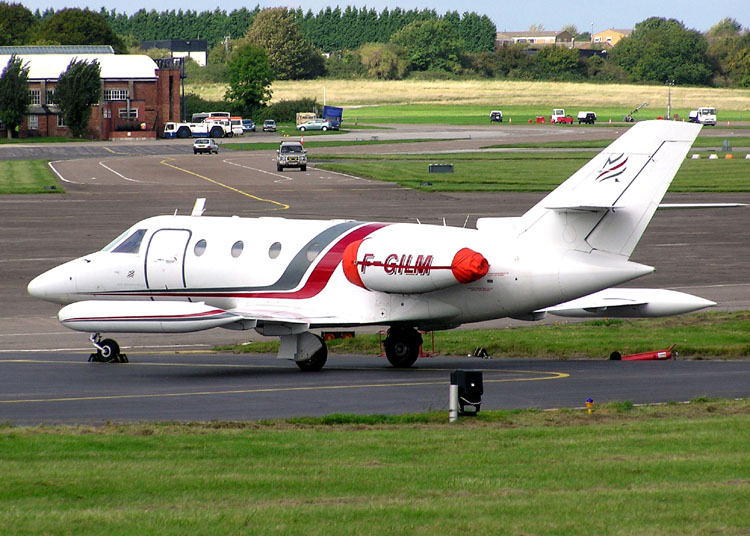
O Aerospatiale Corvette voou pela primeira vez em 1970, entrando em serviço no ano de 1974. Quarenta aeronaves deste tipo foram produzidas

A Aérospatiale trabalhou em conjunto a companhia britânica Westland em três projetos, o Puma, o Gazelle e o Lynx.

### Aeronaves de Asa Fixa

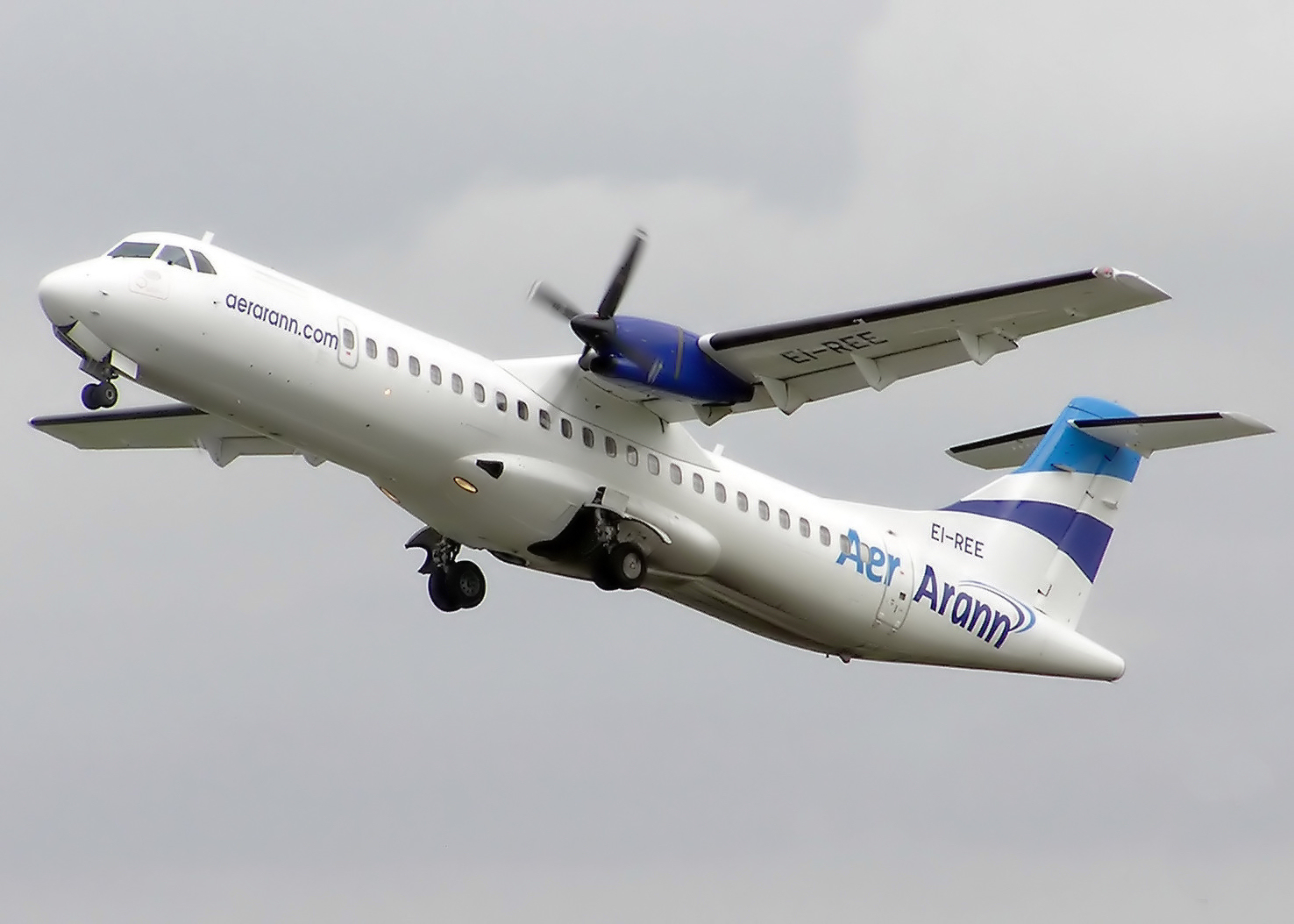
ATR-42

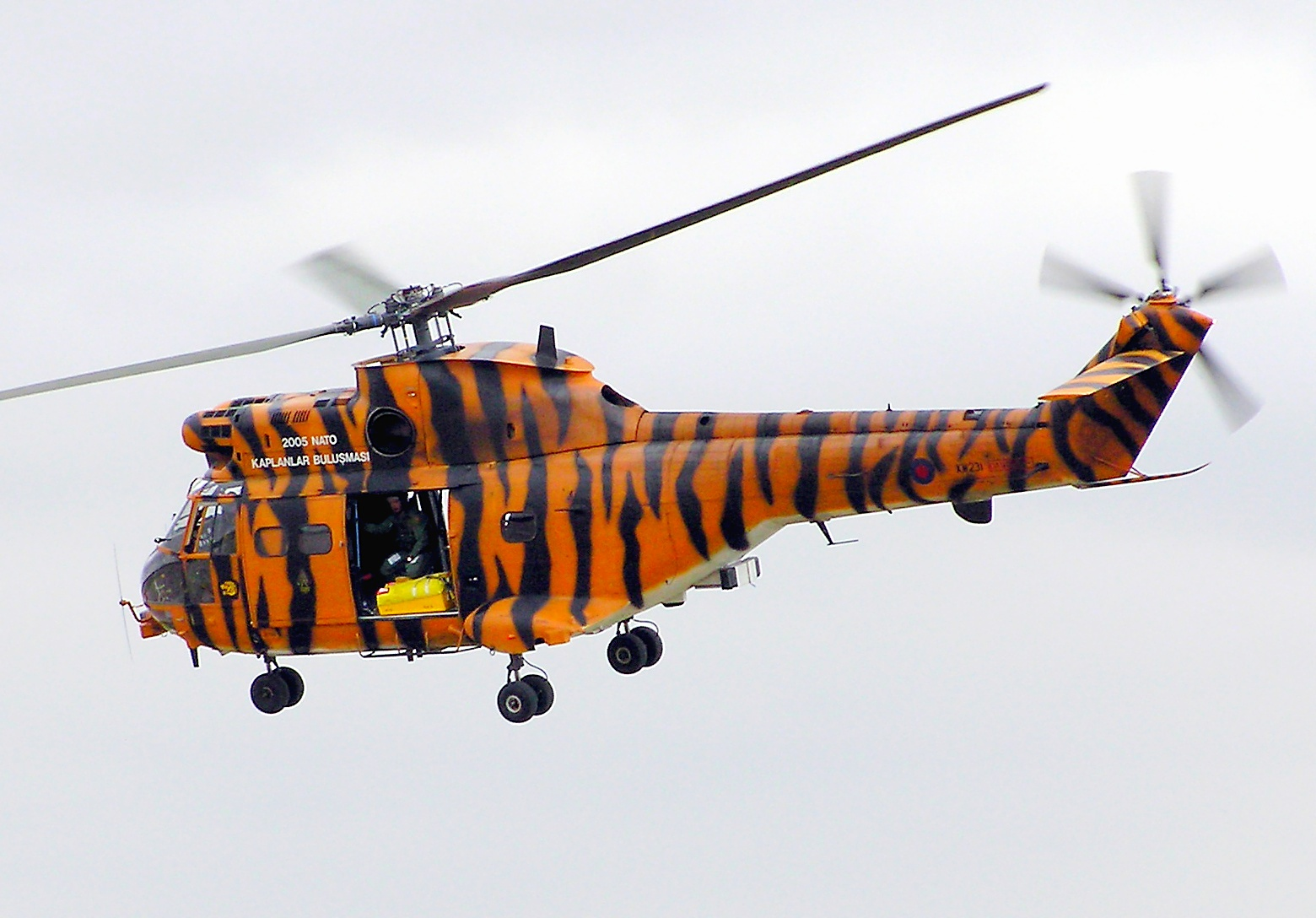
SA 330 Puma

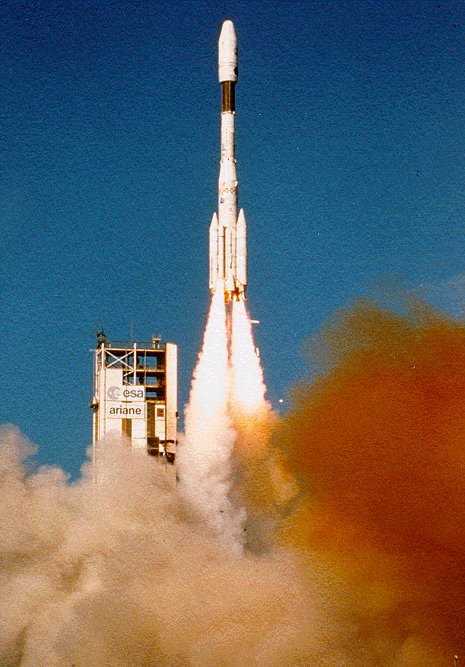
Ariane 4

- Avion de Transport Supersonique Futur (não construído)
- CM.170 Magister
- CM.175 Zéphyr
- Concorde (em parceria com a BAC)
- SE 210 Caravelle
- SN 601 Corvette
- TB 30 Epsilon
- N.262
- N.500 Cadet
- Ludion

### Helicópteros
- AS332 Super Puma
- AS350 Ecureuil/AStar
- AS355 Ecureuil 2/TwinStar
- AS532 Cougar
- AS550 Fennec
- AS565 Panther
- SA 313/SA 318 Alouette II
- SA 315B Lama
- SA 316/SA 319 Alouette III
- SA 321 Super Frelon
- SA 330 Puma
- SA 341/SA 342 Gazelle
- SA 360 Dauphin
- SA 365/AS365 Dauphin 2

### Veículo Aéreo Não Tripulado
- C.22

### Mísseis
Míssil Ar-Superfície
- AS.12
- AS.20
- AS.30
- ASMP

#### Míssil Superfície-Ar
- Roland

#### Míssil Antinavio
- AS.15TT
- Exocet

Míssil Anticarro
- SS.11
- SS.12
- ENTAC
- HOT
- MILAN
- Eryx

#### Míssil Balístico
- M-1
- M-20
- M-45
- SSBS S-1
- SSBS S-2
- SSBS S-3
- Hadès
- Pluton

### Produtos Espaciais

#### Foguetes
- Ariane
  - Ariane 1
  - Ariane 2
  - Ariane 3
  - Ariane 4
  - Ariane 5
- Diamant
- Topaze

#### Ônibus Espacial
- Hermes

#### Veículo Experimental
- Atmospheric Reentry Demonstrator (ARD)

Sonda
- Huygens

Telescópio Espacial
- Infrared Space Observatory

#### Satélites
- AMC-5

- Arabsat
  - Arabsat-1A
  - Arabsat-1B
- Astra 5A
- INSAT-2DT
- Meteosat
- Nahuel 1A
- Proteus
- Spacebus
- Symphonie
- Tele-X
- Türksat
  - Türksat 1A
  - Türksat 1B
  - Türksat 1C
- TV-SAT 1

## Direção
A governança da Aérospatiale funcionava com um Conselho Administrativo, exceto no periodo entre 1973 a 1975, quando foi estabelecido um conselho de supervisão e um conselho de gerência.

#### Lista de Presidentes
- 1970 - 1973 : Henri Ziegler
- 1973 - 1975 : Charles Cristofini
- 1975 - 1983 : Jacques Mitterrand
- 1983 - 1992: Henri Martre
- 1992 - 1996: Louis Gallois
- 1996 - 1999: Yves Michot